# Armut im geschichtlichen Wandel
Materielle Armut war je nach Zeit und Gesellschaftsform unterschiedlich geprägt. Das Verständnis der Armut und der Umgang mit dieser wird im Folgenden in vier Zeitepochen betrachtet werden:
- Die jungsteinzeitlichen bis archaischen Gemeinschaften und die Gabe
- Die klassische Antike und die öffentlichen Leistungen
- Das Mittelalter und das Almosen,
- Der Industriekapitalismus und die Hilfe durch Organisationen.

## Von der Jungsteinzeit bis zu den archaischen Gemeinschaften
Die Menschen der Urgesellschaft waren ständig mit Mangel konfrontiert, da sie existentiell von der Natur und ihren Früchten abhängig waren. Es war wichtig, in kleinen Gruppen zusammen zu leben, da die gegenseitige Hilfe zum Überleben unbedingt notwendig war. Hilfeleistungen waren also selbstverständlich und durch die kommunikative soziale Kontrolle innerhalb der Gruppe sichergestellt. War einer Gruppe gar keine Vorratsbildung möglich (Nahrungsmittel, Brennstoff u. a. m.), so lässt sie sich als „arm“ bezeichnen.
Demnach war eine „Gabe“ (nach Marcel Mauss) eine Form des Austausches unter Personen (sozialen Akteuren) und verpflichtete die Beschenkten. Individuelle Interessen standen hinter dem Wohl und der Verantwortung der Gemeinschaft zurück. Gelegentliche reiche Erträge (Jagdbeute, Herdenzuwachs, gute Ernten) wurden innerhalb der Gruppe verteilt, jedoch eher nicht egalitär.
Marcel Mauss legt dar, dass der Gabentausch zwischen Gemeinschaften entsteht. Die Vorstellung tauschender einsamer Robinsons war dem Soziologen Mauss fremd: „Zunächst einmal sind es nicht Individuen, sondern Kollektive, die sich gegenseitig verpflichten, die austauschen und kontrahieren; die am Vertrag beteiligten Personen sind moralische Personen: Clans, Stämme, Familien, die einander gegenübertreten, seis als Gruppen auf dem Terrain selbst, seis durch die Vermittlung ihrer Häuptlinge, oder auf beide Weisen zugleich.“ Die Verteilung innerhalb von Gemeinschaften – Familie, Clan, Sippe – an ihre Individuen ist mit dem Begriff der Gabe bei Mauss (don) nicht erfasst. Und Gruppen, denen keinerlei Vorratsbildung möglich war, seien verhungert und daher ausgestorben.

## Klassische Antike
Im Altertum wurde die Armut zumal im Sinn der absoluten Armut oft ganzen Gesellschaften attestiert und konnte Wanderungen oder Räuberwesen erklären.
Im Einzelfall waren Bettler auf die Almosen Reicherer angewiesen. Viele Sklaven waren desgleichen arm, jedenfalls dann, wenn sie selber armen Sklavenhaltern gehörten. Eine öffentliche Armenfürsorge existierte nicht.
Sehr wohl wurden aber Arme in religiöse Feste, vor allem von lokalen Gottheiten, einbezogen und nahmen an öffentlichen Vergnügungen und Speisungen teil. Aus den Gottesdiensten hat sich auch das griechische Theater entwickelt, das auch Armen zugänglich war. In vielen antiken Republiken (z. B. Athen, Syrakus, Rom) hatten arme Stadtbürger Bürgerrechte und nahmen – in der Spätzeit gelegentlich dafür besoldet – an Volksversammlungen und -gerichten teil.
Im antiken Rom der Kaiserzeit waren sehr viele Staatsbürger (proletarii) arm und hatten nichts außer ihren Kindern (proles), behielten aber nominell als „Quiriten“ und faktisch als revoltefähige Masse politisches Gewicht. Kaiser konnten sie für sich gewinnen, wenn sie ihrem Verlangen nach „Brot und Zirkusspielen“ (panem et circenses) nachkamen.

## Mittelalter
Im mittelalterlichen Feudalismus waren die Menschen selbstverständlich ungleich, in Europa galt die ständische Ordnung. Die Gesellschaft wurde hierarchisch gegliedert im Lehnswesen. Im Mittelalter galt die Person als arm, welche ihre Existenz nicht sichern konnte und weder über Schutz noch Macht verfügte. Die Armut wurde im Verhältnis zur Abhängigkeit gesehen. Hilfe für die Armen wurde anfangs durch die Familie übernommen, später in den Städten durch Zünfte, religiöse Bruderschaften und dergleichen. Durch die Mitgliedschaft wurde eine Unterstützung gewährleistet.
Ein Almosen an Arme wurde erbettelt und war nicht mehr ein wechselseitiges Geben und Nehmen auf gleicher Augenhöhe. Die Kirchen leisteten die größte Hilfe, motiviert durch ihren Auftrag der Nächstenliebe. Das Almosen wurde von den Besitzenden auch als Mittel zur Buße für Sünden gesehen. Durch die Armen konnten sich die Reichen ihr Seelenheil gewissermaßen erkaufen. Somit war in gewisser Weise doch eine Interdependenz vorhanden, jedoch ohne jegliche Gegenleistung. Des Weiteren war das Almosen religiös und freiwillig motiviert. Allerdings wurden die Armen so lediglich als Objekte gesehen, welche keinerlei Beziehungen zueinander hatten. Die Ständeordnung wurde als gottgegeben betrachtet. Somit war die Folge der Ausbeutung kein soziales Problem für die Menschen. Neu war in der Lebenslage Armut nun, dass sie nicht mehr reversibel war. Die Armen waren allerdings ein selbstverständlicher Bestandteil des gesellschaftlichen Lebens. Vier Armutsgruppen können unterschieden werden:
- Die freiwilligen Armen, die anerkannt waren und in religiösen Vereinigungen lebten
- die ständischen Armen, die ihre Existenzgrundlage durch Unfälle, Tod des Ernährers, Krankheiten, Katastrophen verloren hatten, aber als ehrbare Menschen galten
- die abhängig Dienenden (das Gesinde in Land und Stadt), die keinen Besitz und kein Eigentum hatten und auf Lohnarbeit angewiesen waren
- Die Standlosen von Geburt, die keine Standeszugehörigkeit hatten (z. B. Bettler, Fahrendes Volk, Räuber)

## Industriekapitalismus (Anfang 19. Jahrhundert)
Die Situation für die Armen änderte sich rasch mit dem Aufkommen des Industriekapitalismus. Bevölkerungsentwicklung und Produktionsentfaltung gingen immer weiter auseinander, was Massenelend zur Folge hatte; die „soziale Frage“ stellte sich. Die aus dem Mittelalter überkommenen Hilfeleistungen, vor allem durch die Kirchen und das Almosen, reichten nun nicht mehr aus, diesem neuen Phänomen entgegenzuwirken. Nachbarschaftliche Hilfe konnte nur gewährt werden, solange die Not noch überschaubar war. Neue gesellschaftliche Gruppen bündelten politische und wirtschaftliche Macht. Durch einen noch höheren Ausbeutungsdruck auf die Bauern („Bauernlegen“) begann eine Massenflucht in die Städte. Die Situation in den Städten war für diese Personenschicht allerdings alles andere als vorteilhaft. Neben dem Geld wurde nun auch die Arbeit als neuer Wertmaßstab gesetzt, da die Kapitalbesitzenden auf die Arbeitskraft der kapitalarmen Personen angewiesen waren. Es entstanden immer weitere Unterschiede in ökonomischer und rechtlicher Weise. Breite Bevölkerungsteile wurden an den Rand gestellt, wodurch auch die Beziehungen der Menschen untereinander immer anonymer wurden. So entstand eine Armut in noch unbekanntem Maße. Vor allem Frauen waren von Armut betroffen, soweit sie nicht erwerbstätig waren bzw. sein durften. Zu Beginn des 19. Jh. wurden Arme als Parasiten (Schmarotzer) gesehen und die Armut als eine Geißel der Gesellschaft. Armut wurde als Nicht-Arbeit gesehen, weswegen die Armen als arbeitsunwillige, arbeitsscheue Müßiggänger eingeordnet wurden. Die Armut wurde demnach verurteilt und als selbst verschuldet hingestellt. Kennzeichnend für sie sei eine unmoralische Haltung und ein unsittliches, faules Handeln. Somit schwand auch die Verantwortung für die Armen bei den Reichen, da der Zusammenhang von Barmherzigkeit, Armut und Seelenheil zu schwinden begann, was auch durch eine zunehmende Säkularisierung bedingt war. Das Almosen wurde dadurch entwertet.
Somit wuchs auch die Anonymität, weil die Bevölkerung nichts mehr mit den Armen zu tun hatte und Vorurteile gegenüber den Armen entstanden. Das neue Mittel gegen die Armut war Arbeit. Die „Erziehung zur Arbeit“ wurde zu einer Kulturmission im Kaiserreich, um Landstreicher, Bettler und Randgruppen zu disziplinieren. Diese Entwicklung fand in vier Stufen statt:
- Kommunalisierung. Die Armenfürsorge übernahm nun der städtische Rat und die Almosenvergabe unterlag strengen Reglementierungen.
- Rationalisierung. In diesem Schritt wurden Kriterien festgelegt, nach welchen die Armen Unterstützung erhielten. Die Vergabe sollte fortan objektiv bemessen werden.
- Bürokratisierung. Es entstanden Institutionen, welche die Überprüfung der Bedürftigkeit übernahmen. In diesen Institutionen arbeiteten immer mehr hauptberufliche Sozialarbeiter. Das Armutsproblem wurde verwaltet.
- Pädagogisierung. Aus der Sicht der Arbeitenden hatten die Armen ein Defizit, das der Arbeit. Folglich mussten die Armen hin zur Arbeit erzogen werden. Die Armen wurden zum besserungswürdigen Erziehungsobjekt. Hierfür dienten Arbeitshäuser.[5] Nun befand sich die Bekämpfung und der Umgang mit Armut ganz auf der Seite des Staates, was zur Folge hatte, dass sich die Bevölkerung aus der Verantwortung, der Selbstverpflichtung zur Hilfe und Solidarität entzog. Die Schuldfrage nach der Armut wurde zur Angelegenheit des Armen selbst. Die Hierarchisierung und Distanzierung zwischen Arm und Reich wurde immer stärker, und aus der christlich motivierten Hilfe wurde ein nüchterner Verwaltungsakt.

Die Armut wurde im 19. Jahrhundert auch zu einem Thema in der belletristischen Literatur, etwa beim Schweizer Dichterpfarrer Jonas Breitenstein, der in seinen Werken sowohl die traditionelle ländliche Armut als auch die Armut infolge der Industrialisierung mannigfach thematisierte. Joseph Roth fasste es kurz: „Die Armut stand immer noch vor der Zukunft, eine schwarze Wand, an der man zerschellte.“

## Armut in der Bundesrepublik Deutschland seit 1950
In der Bundesrepublik herrschten in den späten 1940er-Jahren Hunger und Not durch den verlorenen Krieg. In den Städten herrschte große Wohnungsnot. Eine soziologische Studie von Hilde Thurnwald stellte fest, dass jede fünfte Berliner Familie nur einen einzigen Raum zum Wohnen hatte. Rund sieben Millionen Menschen waren obdachlos. Es mangelte an Gegenständen des täglichen Bedarfs, an Heizmittel und an Kleidung. Mütter mussten ihre Kinder im Winter zur Schule tragen, da diese keine Schuhe hatten. Wie aus diesen Ausführungen hervorgeht, herrschte anfangs eine große Armut der gesamten Bevölkerung. Doch schon bald gab es eine Wende von der „Armut des Volkes“ zur „Armut des Einzelnen“. 1949 wurde das Soforthilfegesetz verabschiedet, 1952 wurde es durch das Lastenausgleichsgesetz abgelöst. Bereits 1953 ging es in der Sozialhilfedebatte um die unzureichende Versorgung der Sozialhilfeempfänger. Auch die Rentenreform 1957 sollte Armut bekämpfen. 1962 trat das Bundessozialhilfegesetz (BSHG) in Kraft, das eine Mindestsicherung des soziokulturellen Lebensstandards sicherstellte. Durch das Wirtschaftswunder wurde die kollektive Armut des ganzen Volkes besiegt. 1970 wurden Novellen des BSHG vorgenommen. Armut wurde als Notlage von sozialen Randgruppen gesehen.
In der zweiten Hälfte der 1970er Jahre jedoch wurden Anzeichen für eine Krise des Sozialstaates sichtbar. Man sprach von der „neuen sozialen Frage“. Diese wurde zunehmend politisch thematisiert.
In den 1980er-Jahren nahm die Arbeitslosigkeit zu und „die neue Armut“ der Arbeitslosen wurde nun soziologisch erforscht und öffentlich diskutiert. Die „Armutsklientel“ änderte sich. So waren nun nicht mehr nur vereinzelte Arbeitslose von Armut betroffen, sondern ganze Familien. Der Anteil der Kinder an der Armutspopulation wuchs. Auch der Anteil der Alleinerziehenden unter den Armen nahm zu. Man sprach von der „Zwei-Drittel-Gesellschaft“ (Glotz), der „Drei-Viertel-Gesellschaft“ (Leibfried/Tennstedt) oder auch der „Vier-Fünftel-Gesellschaft“ (Hauser/Becker). Die Situation hat sich bis in die Gegenwart kaum geändert. Hinzugekommen sind noch strukturelle Probleme durch die deutsche Einheit, sozialpolitische Kürzungen und die Folgen der langanhaltenden Massenarbeitslosigkeit. So kam es sogar noch zu einer Vergrößerung der Anzahl der Armen.
Teilweise wird behauptet, dass zwar der Wohlstand zunimmt, aber auch die soziale Ungleichheit zunimmt und die Anzahl der Armen wächst. Familien mit minderjährigen Kindern sind bei den Armen überrepräsentiert. Umstritten sind auch die derzeit üblichen Armutsdefinitionen. Mit der Definition von Armut unterhalb eines gewissen Prozentsatzes vom Durchschnitts- oder Medianeinkommen verändert sich die Armutsquote nicht, wenn der Wohlstand der gesamten Bevölkerung stark aber gleichmäßig steigt.

## Armut in der DDR seit 1950
In der DDR existierte Armut offiziell nicht. 1961 wurde noch beschlossen „sozial gefährdete“ zu unterstützen. In den 1970er Jahren wurden diese jedoch als „kriminell gefährdete“ oder als „arbeitsscheues Gesindel“ diskriminiert. Nach § 249 des Strafgesetzbuches der DDR war eine „arbeitsscheue Lebensweise“ strafbar und man konnte mit dem Gesetz in Konflikt kommen, wenn man nicht arbeitete.
Von 1961 bis 1984 sank die Fürsorgequote von 9,2 % auf 0,7 %. Minderjährige Kinder waren in der DDR seltener Fürsorgeempfänger als Erwachsene. Die sehr niedrigen Fürsorgequoten sind darauf zurückzuführen, dass ein Großteil der Sozialleistungen vom Staat und nicht den Betrieben geleistet wurde. Zum anderen tat die Kriminalisierung der Armut ihr Übriges.
Obwohl es Armut in der DDR offiziell nicht gab und es auch einen garantierten Mindestbruttolohn gab, sahen sich Rentner und Personen mit geringem Einkommen oft gezwungen, einen Nebenjob zu suchen, wollten sie nicht unter das Existenzminimum geraten. Im Jahr 1970 waren 65 % der Rentner arm (Basis: äquivalenzgewichtetes Haushaltseinkommen). In den 1980er Jahren lebten 45 % der Rentner in Einkommensarmut.